# Ленски, Арно фон
Арно фон Ленски (нем. Arno Ernst Max von Lenski; 20 июля 1893, Чимохен, Восточная Пруссия — 4 октября 1986) — немецкий военачальник, участник Первой и Второй мировых войн, генерал-лейтенант (1943 год); военный и политический деятель ГДР, генерал-майор (1952 год).

## Молодые годы и Первая мировая война
Из старинного дворянского рода. Отец — крупный землевладелец, имевший дворянское поместье в 650 гектаров земли. Мать — учительница из крестьянской семьи. Семья Ленски принадлежала к крупному роду, который вёл свою историю с XVI века. В конце XVII века она разделилась на две линии — военную, представители которой служили в прусской армии, и гражданскую, дававшую государству в основном школьных директоров, ландратов, юристов или просто обычных помещиков. Семья Арно фон Ленски относилась к гражданской линии. Однако вопреки этому правилу юный Арно с самого детства хотел стать офицером. В родительском доме он впитывал верность кайзеру и родине. Любовь к лошадям, которую он пронёс через всю свою жизнь, тоже началась в детские годы. Незадолго до своего десятилетия, на пасху 1903 года, исполнилось его желание: он был зачислен в кадетский корпус в Кёслине (Померания). Отсюда он в 1908 году был переведён на учёбу в Главный Кадетский Корпус в Гросс-Лихтерфельде под Берлином.
Будучи кадетом он не раз привлекался для несения пажеской службы при императорском дворе. В марте 1912 года он закончил его в чине фенриха и был зачислен в 3-й конно-гренадёрский полк в Бромберг. В июне 1913 года, после прохождения курсов военного училища в Херсфельде (Гессен), ему было присвоено звание лейтенанта. В этом звании он встретил Первую мировую войну.
До 1915 года он служил командиром взвода, с 1915 года он — офицер для поручений в штабе корпуса особого назначения № 55 (Stab des Generalkommandos z.b.V. 55).
После завершения войны и образования Веймарской республики Ленски, несмотря на существенное уменьшение армии, остался служить в рейхсвере, правопреемнике бывшей имперской армии. Сначала он служил в 6-м кавалерийском полку. В 1921—1925 годах фон Ленски проходил обучение в кавалерийской школе в Ганновере, а в 1925—1929 годах сам работал в ней преподавателем. В 1929 году он в чине ротмистра получил должность командира 5-го эскадрона 14-го кавалерийского полка в Людвигслусте. В 1930 году фон Ленски женился на дочери банковского служащего из Гамбурга, которая умерла через два года, в 1932 году, от лейкемии. Летом 1933 года он в чине майора был назначен командиром унтер-офицерской школы верховой езды (Unteroffizier-Reitschule) и адъютантом командира кавалерийской школы в Ганновере (Kavallerieschule in Hannover). В 1935 году он женился во второй раз на уроженке города Вёрбциг Эрике Нетте, дочери крупного землевладельца, которая родила ему двух сыновей и дочь. В том же году фон Ленски стал командиром 6-го кавалерийского полка, расквартированного в Шведте. В 1937 году полк был переведён в Дармштадт.

## Вторая мировая война и плен
В 1938 году фон Ленски стал полковником, а с началом войны получил под своё командование разведывательный отряд на Западном фронте. 1 декабря 1939 года фон Ленски был назначен командиром кавалерийской школы в Ганновере. На этой должности он находился до мая 1941 года. 29 августа 1940 года Адольф Гитлер назначил его почётным членом Народной судебной палаты. В 1940—1942 годах он участвовал в вынесении восьми приговоров, из которых один — смертный.
Недолгое время (с 1 по 30 июня 1941 года) он командовал 2-й танковой дивизией, которая в это время дислоцировалась в Италии после боёв на Балканах.
С декабря 1941 года по июнь 1942 года фон Ленски был начальником мотопехотной школы в Крампнице (Kommandeur der Schule für Schnelle Truppen in Krampnitz bei Potsdam).
12 сентября 1942 года Арно фон Ленски снова оказался на фронте, получив под своё командование 24-ю танковую дивизию, сформированную в ноябре 1941 года на базе 1-й кавалерийской дивизии. Во главе этой дивизии, входившей в 4-ю танковую армию, он участвовал в Сталинградской битве. В ноябре вместе с 6-й армией дивизия попала в окружение. 1 января 1943 года, когда положение окружённой 6-й армии стало критическим, фон Ленски получил очередное звание генерал-лейтенанта, последнее звание за свою карьеру в гитлеровском вермахте. 2 февраля 1943 года он в числе других генералов попал в советский плен.
Первоначально фон Ленски вместе с другими генералами 6-й армии находился в лагере для военнопленных в Красногорске. В апреле 1943 года был переведён в Суздаль. С июля 1943 года находился в лагере для военнопленных в Войково. После долгих колебаний он 7 мая 1944 года вступил в Национальный комитет «Свободная Германия» и Союз германских офицеров. В последующее время он активно занимался антифашистской деятельностью: выступал по радио, подписывал листовки, писал статьи в газетах, в которых открыто выступал против Гитлера и за новую демократическую Германию. С декабря 1944 года по май 1945 года он посещал Центральную Антифашистскую школу в Красногорске. В Германии его жена была арестована и отправлена в концлагерь с двумя малолетними детьми.

## На службе ГДР
17 августа 1949 года фон Ленски возвратился в Германию, на территорию советской оккупационной зоны. В том же году он стал членом НДПГ — партии, в которую входили многие бывшие офицеры вермахта и члены НСДАП. Практически сразу же после возвращения он получил должность заместителя руководителя земельного комитета НДПГ Большого Берлина (Stellvertreter des Landesvorsitzenden der NDPD von Gross-Berlin). После образования ГДР в октябре 1949 года он официально был признан жертвой фашизма, а в мае 1950 года стал членом президиума Национально-Демократической Партии Германии. Фон Ленски испытывал материальную нужду достаточно остро: он должен был содержать семью из семи человек (включая тёщу и воспитательницу). Партийная же работа не приносила крупного заработка. Вице-председатель НДПГ Винценц Мюллер предложил ему пост начальника отдела коневодства в Министерстве Сельского Хозяйства. Однако этот пост оказался занятым. Прошло ещё много месяцев прежде чем в марте 1951 года он занял должность директора берлинской городской конторы (банка Большого Берлина) с достаточно высоким денежным содержанием.
В июне 1952 года Арно фон Ленски (что стало для него неожиданностью) был вызван к главнокомандующему советскими оккупационными войсками генералу армии В. И. Чуйкову. Чуйков предложил ему продолжить свою военную карьеру на службе ГДР. После некоторых колебаний фон Ленски дал своё согласие. Приказом министра внутренних дел Вилли Штофа от 20 июля 1952 года фон Ленски был зачислен в состав Казарменной Народной полиции ГДР. Бывший командир танковой дивизии получил пост начальника отдела моторизации КНП. Фактически он руководил формированием и развитием танковых войск восточногерманского государства. Он занимался практически всем, связанным с развитием танковых войск, начиная с ремонтных мастерских и кончая воинской дисциплиной и подготовкой танкистов. 1 октября ему было присвоено звание генерал-майора танковых войск.
26 октября 1953 года бывший командующий 6-й армией генерал-фельдмаршал Фридрих Паулюс после десятилетнего пребывания в плену оказался на немецкой земле. Арно фон Ленски встречал его на вокзале Франкфурта-на-Одере и далее сопровождал до Восточного Берлина, где Паулюс встретился с Вилли Штофом, Хайнцем Гофманом, Германом Матерном и другими высшими партийными и военными функционерами ГДР. До самой смерти бывшего фельдмаршала в 1957 году фон Ленски поддерживал с ним дружеские отношения. В ФРГ очень многие бывшие офицеры вермахта считали его предателем и слугой коммунистов. Впрочем, он и сам не был склонен к контактам с западногерманскими коллегами. 1 марта 1956 года официально было объявлено о создании Национальной Народной армии ГДР. Фон Ленски 28 апреля стал командующим танковыми войсками ННА (Chef der Panzertruppen) в Министерстве Национальной Обороны ГДР.
С середины 1956 года возрастает критика служебной деятельности фон Ленски со стороны МНО ГДР. Сообщают о его неблагонадёжности, о том что он часто болеет. Появляются критические отзывы о его служебной деятельности. Сообщается о недостаточной подготовке танковых частей по вине фон Ленски. Начиная с 1954 года фон Ленски, бывший генерал-лейтенант вермахта, стал объектом пристального наблюдения восточногерманского МГБ (Штази). С 1956 года начинается кампания против бывших офицеров вермахта, которые делом доказали свою преданность Восточной Германии. В феврале 1957 года политбюро ЦК СЕПГ приняло решение о постепенном увольнении со службы бывших офицеров вермахта. В декабре 1957 года комиссия по безопасности СЕПГ приняла решение уволить со службы генерал-майора фон Ленски. В соответствии с этим решением 31 июля 1958 года в возрасте 65 лет он был уволен в отставку, при этом годы службы в вермахте были засчитаны ему при начислении пенсии.
Находясь на пенсии, он основную часть своего времени посвящал любимому занятию — конному спорту. В 1958—1962 годах фон Ленски был консультантом восточногерманской сборной по конному спорту. С 1959 года он руководил секцией конного спорта в Обществе Спорта и Техники. С 1970 года фон Ленски — председатель германского конно-спортивного союза ГДР (deutschen Pferdesportverband der DDR). Будучи членом НДПГ, он в 1958—1967 годах был депутатом Народной палаты ГДР от этой партии. Одновременно фон Ленски был членом президиумов и советов различных общественных организаций: Германского спортивно-гимнастического союза, Общества германо-советской дружбы, Национального Олимпийского Комитета ГДР. 13 ноября 1964 года фон Ленски возглавил Сообщество Бывших Офицеров (нем. Arbeitsgemeinschaft ehemaliger Offiziere), сменив на этом посту своего друга Отто Корфеса, который возглавлял эту организацию с момента её основания в 1958 году и умер в августе 1964 года. В 1972 году под давлением руководства ГДР и СЕПГ эта организация объявила о самороспуске. В 1979 году в свет вышла биографическая книга о генерале фон Ленски «В последний час» (In letzter Stunde — Die Entscheidung des Generals Arno von Lenski) Verlag der Nation. Её автором был Гельмут Вельц, сам бывший офицер вермахта, попавший в плен в Сталинграде, член НКСГ и СБО. Умер Арно фон Ленски 4 октября 1986 в возрасте 93 лет. Похоронен на Штраусбергском лесном кладбище.

## Воинские звания
- Фенрих — 23 марта 1912 года;
- Лейтенант — 16 июня 1913 года;
- Обер-лейтенант — 19 августа 1916 года;
- Ротмистр — 1 мая 1923 года;
- Подполковник — 1 марта 1936 года;
- Полковник — 1 августа 1938 года;
- Генерал-майор 1 июня 1942 года;
- Генерал-лейтенант — 1 января 1943 года;
- Генерал-майор ННА — 1 октября 1952 года.

## Награды
- Железный Крест 2-го класса (королевство Пруссия);
- Железный Крест 1-го класса;
- Орден «За военные заслуги» 4-го класса с мечами (королевство Бавария);
- Орден Альбрехта рыцарский крест 2-го класса с мечами (королевство Саксония);
- Крест «За военные заслуги» 3-го класса с военным отличием (Австро-Венгрия);
- За ранение (нагрудный знак) — 1918 год;
- Почётный Крест ветерана войны с мечами;
- Медаль «За выслугу лет в вермахте» 4-го, 3-го, 2-го и 1-го класса;
- Пряжка к Железному кресту 2-го класса;
- Пряжка к Железному кресту 1-го класса;
- Немецкий крест в золоте — 21 января 1943 года;
- Медаль «За заслуги перед Национальной Народной Армией» в золоте;
- Почётный кинжал ННА[нем.] — 1952 год;
- Орден За заслуги перед Отечеством в бронзе — 1954 год;
- Орден За заслуги перед Отечеством в серебре — 1965 год;
- Орден За заслуги перед Отечеством в золоте — 1973 год;
- Почётная пряжка к Ордену За заслуги перед Отечеством в золоте — 1978 год;
- Военный орден «За заслуги перед народом и Отечеством» в золоте — октябрь 1968 года;
- Медаль «За борьбу против фашизма» — 1958 год;
- Медаль «За заслуги перед ГДР»[нем.] — 20 июля 1963 года.

## Сочинения
- Ленски А. Сталинград — конец и пробуждение. // Военно-исторический журнал. — 1961. — № 3. — С.85-90.